# Banka Igud
Banka Igud, plným názvem Banka Igud le-Jisra'el (hebrejsky: בנק אגוד לישראל, Bank Igud le-Jisra'el, anglicky: Union Bank of Israel, zkratka na telavivské burze UNION) je izraelská banka.

## Popis
Byla založena roku 1951. V letech 1983-1993 byla kontrolována státem. Roku 1993 byl kontrolní balík akcií prodán firmám Shlomo Eliahu Holdings, Yeshayahu Landau Holdings a David Lubinski Assets (Holdings) 1993, která nadále zůstávají dominantními vlastníky ústavu. Ředitelem banky je Chajim Freilichman. Banka má 35 poboček a přes 1200 zaměstnanců. Banka má výrazný podíl na obchodu s diamanty a je výrazným hráčem na diamantové burze. Je rovněž obchodována na Telavivské burze cenných papírů.
Podle dat z roku 2010 byla Banka Igud šestým největším bankovním ústavem v Izraeli podle výše celkových aktiv.